# (6254) 1993 UM3
A (6254) 1993 UM3 a Naprendszer kisbolygóövében található aszteroida. Ueda és Kaneda fedezte fel 1993. október 20-án.